# Cú vọ lực sĩ
Cú vọ lực sĩ, tên khoa học Ninox strenua, là một loài chim trong họ Cú mèo.. Chúng có nguồn gốc ở Đông và Đông Nam Australia, và là loài cú lớn nhất trên lục địa này..

## Mô tả
Cú vọ lực sĩ có hình dạng khá giống chim diều hâu. Chúng có cặp mắt lớn màu vàng, mỏ lớn. Không có túm lông kiểu tai đặc trưng của các loài cú mèo. Chân cú vọ màu vàng xỉn với bộ móng vuốt lớn và khỏe. Đuôi tương đối dài, hơi nhọn, đầu tương đối nhỏ. Lưng màu nâu xám với các vệt màu trắng, bụng màu trắng xen lẫn các vạch nâu, dưới cổ họng có nhiều đốm màu sẫm.
Đây là loài cú lớn nhất trong nhóm "cú diều hâu" và cũng là loài cú lớn nhất ở Australia. Loài này có chiều dài 45–65 cm và sải cánh 112–135 cm. Chim trống nặng 1,15-1,7 kg, nhỉnh hơn chim mái, khoảng 1,05-1,6 kg. Chiều dài cánh: chim trống 398–427 mm, chim mái 381–410 mm, đuôi dài 28 cm.

## Lối sống
Cú vọ lực sĩ thường sống theo cặp. Chúng thường săn mồi vào ban đêm, và dành hầu hết thời gian ban ngày để ngủ. Môi trường sống của chúng là các khu vực cây cối, ẩm ướt bao gồm vùng rừng núi, rừng thưa và rừng ven biển, bìa rừng, vùng cây bụi, đồn điền, các khu vườn và công viên.
Con mồi tự nhiên của loài cú này là các loài thú có túi sống trên cây như thú túi possum, sóc túi, gấu túi Koala, cũng như dơi quạ. Chúng cũng săn cả các loài chim như cú muỗi, vẹt, bồng chanh kookaburra, ác là và chim ăn ong. Ngoài ra trong chế độ ăn uống còn có cả côn trùng và thú túi wallabi (là một dạng kanguru nhỏ.

## Sinh sản
Mỗi cặp chim bố mẹ có một lãnh thổ rộng lớn, khoảng 600-800 ha. Chúng làm tổ từ tháng năm đến tháng chín ở trong thân cây rỗng với độ cao khoáng 8-30 mét so với mặt đất. Vật liệu làm tổ bao gồm các mảnh vụn phân hủy và lá rụng. Thường là đẻ hai trứng. Trứng hình bầu dục, màu trắng. Việc đẻ trứng diễn ra trong mùa đông.
Con mái ấp trứng một mình trong khoảng 35-38 ngày, và trong thời gian này nó được con trống ở bên ngoài tổ nuôi dưỡng. Trong thời gian ấp trứng, con trống thường có thái độ hung dữ đối với những kẻ xâm nhập trong khu vực làm tổ, và thậm chí có thể tấn công cả con người. Con non mọc lông sau 7-8 tuần, và được nuôi dưỡng bởi cả chim bố lẫn mẹ trong một vài tháng, đôi khi cho đến khi mùa sinh sản sau.

## Hình ảnh

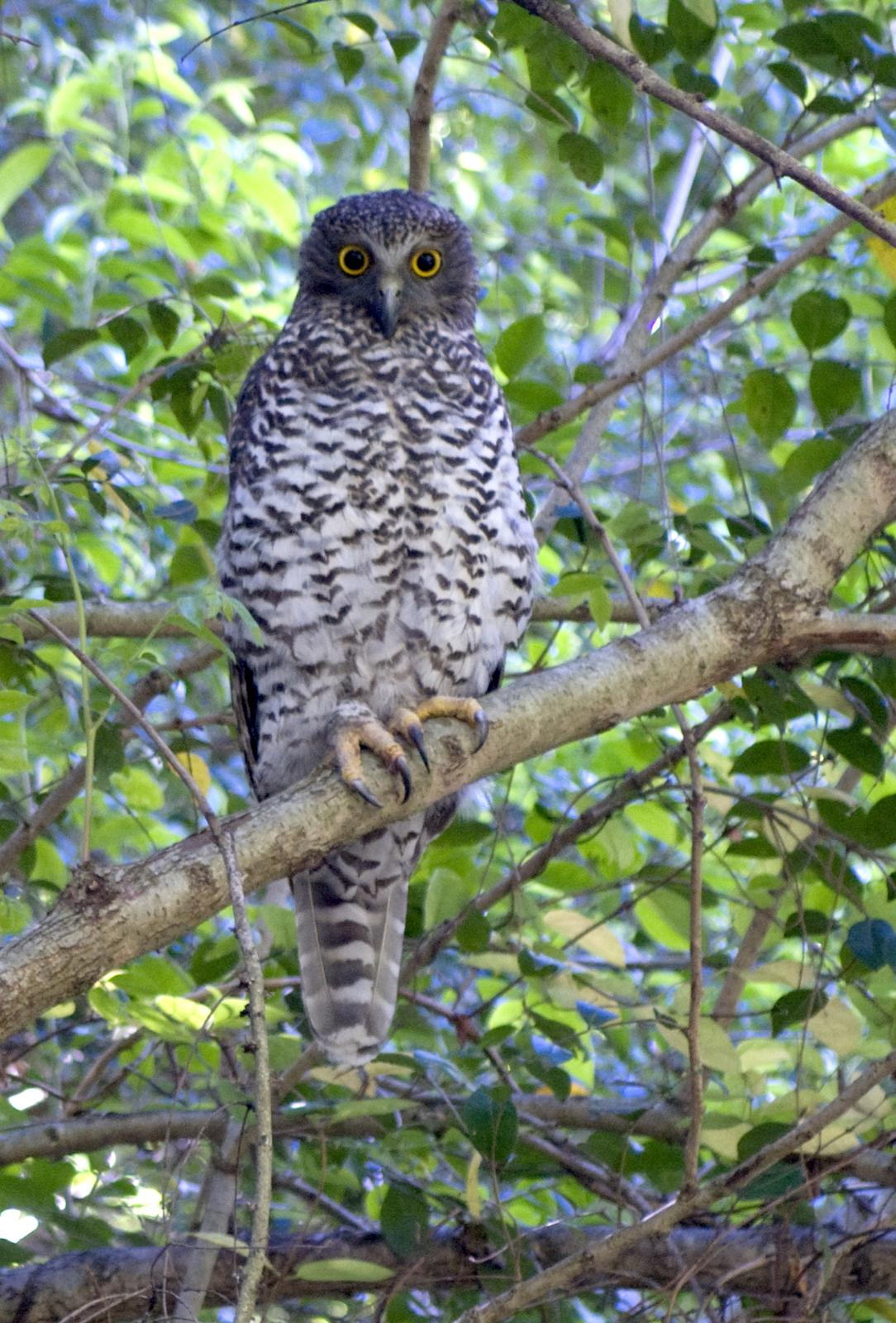
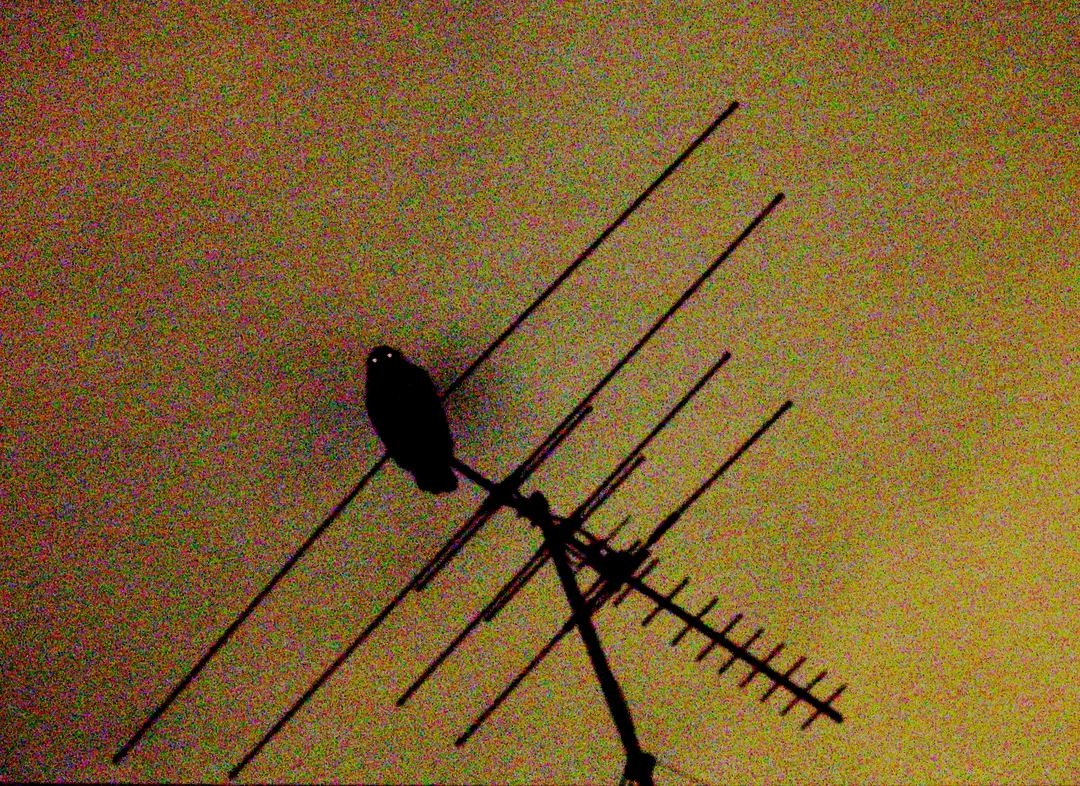